# Lápides das Pedras Negras

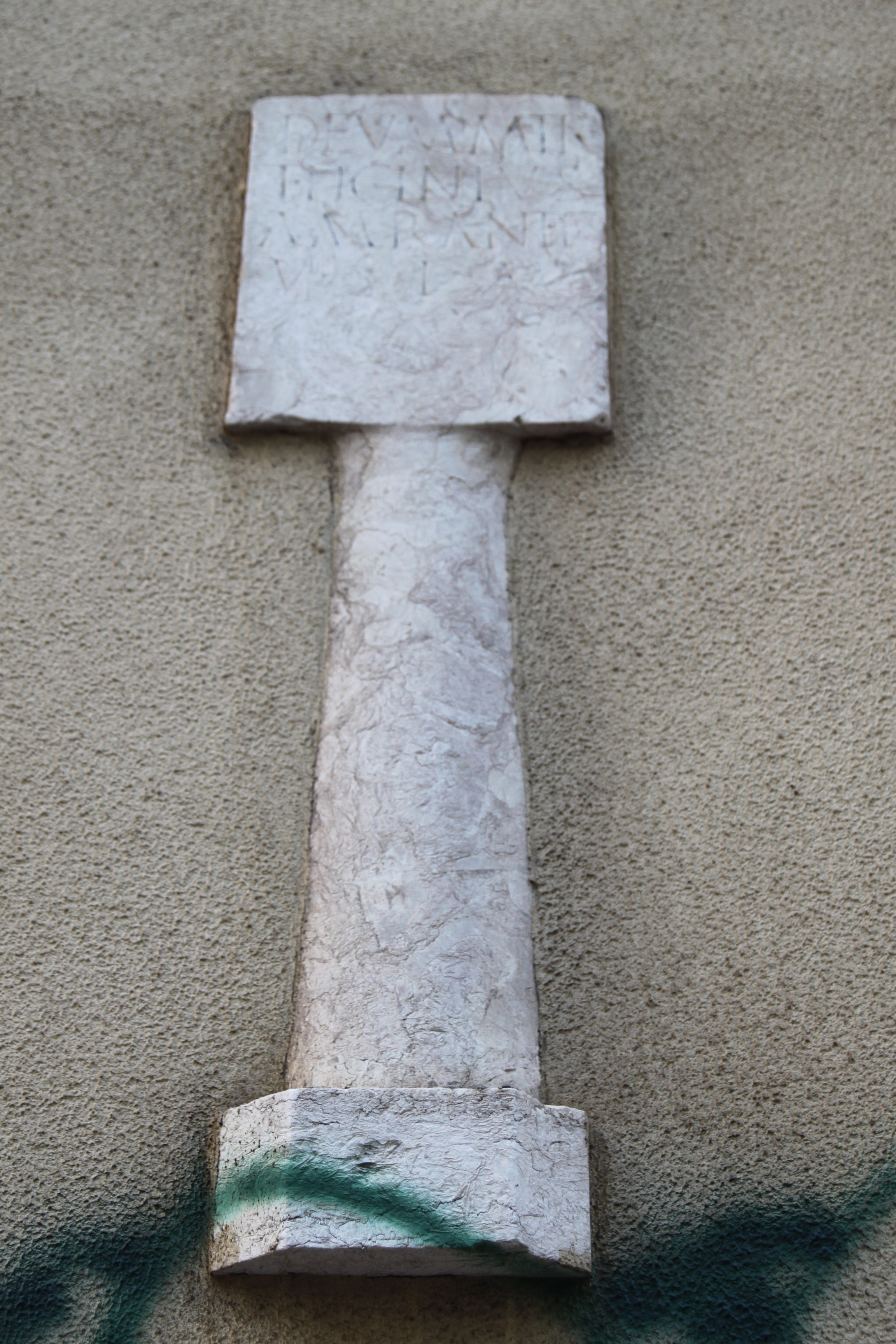
Pormenor das Lápides das Pedras Negras

As Lápides das Pedras Negras são um Monumento Nacional de Portugal, com tipologia de Inscrição. Obteve a classificação por Decreto de 16 de Junho de 1910 (DG n.º 136, de 23 de junho de 1910).
Está situado na freguesia de Santa Maria Maior, em Lisboa, mais propriamente na Travessa do Almada.
As lápides, em número de quatro, foram descobertas quando se fez a construção do prédio denominado "prédio do Almada", construção do tipo pombalino. As lápides possuem inscrições latinas, sendo que duas delas referem-se a deuses romanos, nomeadamente Mercúrio e Cíbele.
O nome do monumento faz referência a uma via localizada perto, a rua das Pedras Negras. No local, foram também descobertos o que seriam vestígios de um templo romano. Faz parte do conjunto arqueológico que se pode encontrar na Baixa de Lisboa, do qual fazem também parte as galerias romanas da Rua da Prata e o Teatro Romano de Lisboa.

## Inscrições
Uma das lápides contém a seguinte inscrição:
MERCVR…/ CAESA…/ AVGVST…/ C. IVLIVS F. IU…/ PERMISS V. DEC…/ DEDIT. F…
Nesta, é possível perceber o nome de Caio Júlio, do deus Mercúrio e do imperador César Augusto.
Lê-se também, no seguimento:
DEVM MATR / T. LICINIVS / AMARANTIVS / V. S. L. M
Outra lápide contém a seguinte inscrição:
L. CAECILIO. L. F. CELERI. RECTO. / QVAEST. PROVINC. BAET. / TRIB. PLEB. PRAETORI. FEL. IVL. / OLISIPO
Nesta inscrição faz-se referência a dedicatória de Felicidade Júlia Olisipo a Lúcio Cecílio, filho de Lúcio Celeri.
Outra lápide mostra a seguinte inscrição:
MATRI DE / VM MAG. IDAE / A FRHYG. T. L. / LYCH CERNO / P. H. R. PERN. IIVI / CASS. ET CASS. STA. / M. AT. ET AP. COSS. GAI
Refere-se a uma dedicatória de Caio Licínio Cerno, natural da Lycaonia, à deusa Ida da Frígia.